# Bearpaw River
Der Bearpaw River (engl. für „Bärentatzen-Fluss“) ist ein 108 km langer rechter Nebenfluss des Kantishna River in Zentral-Alaska in den Vereinigten Staaten von Amerika.

## Verlauf
Der Bearpaw River entspringt in den Kantishna Hills, einem Höhenzug nördlich der Alaskakette, auf einer Höhe von etwa 900 m. Er fließt anfangs 20 km nach Westen und wendet sich im Anschluss nach Norden. Auf seiner gesamten Strecke nach Norden bildet der Bearpaw River zahlreiche enge Flussschlingen. Im Unterlauf treffen Moose Creek und Bear Creek von links sowie der Flume Creek von rechts auf den Fluss. Der Bearpaw River mündet schließlich auf einer Höhe von 141 m in den Kantishna River. Der größte Teil des Flusslaufs liegt heute im Denali-Nationalpark und ist entsprechend geschützt.

## Geschichte
Der Name „Bearpaw River“ wurde erstmals 1905 durch den Prospektor L. M. Prindle vom United States Geological Survey erwähnt.
Der Bearpaw River wurde von Goldsuchern während des Klondike-Goldrauschs als Zugangsweg in das Gebiet des heutigen Kantishna District genutzt. An seinen Ufern liegen die beiden aus dieser Zeit stammenden Geisterstädte Diamond und Glacier. Heute werden noch immer Goldfunde am Bearpaw gemeldet.

## Fauna
Am Bearpaw River werden Angelausflüge angeboten, bei denen unter anderem Silberlachse, Forellen und Regenbogenforellen gefangen werden können. Des Weiteren ist der Fluss ein bedeutender Laichgrund für Königs- und Ketalachse. Populationen von Hechten sowie die Salmoniden-Art Stenodus nelma sind im Bearpaw River ebenfalls nachgewiesen.